# Eleição municipal de Poços de Caldas em 2016
A eleição municipal de Poços de Caldas em 2016 foi realizada para eleger um prefeito, um vice-prefeito e 15 vereadores no município de Poços de Caldas, no estado brasileiro de Minas Gerais. Foram eleitos Sergio Antonio Carvalho de Azevedo (PSDB) e Flavio Henrique Faria (REDE) para os cargos de prefeito(a) e vice-prefeito(a), respectivamente. Seguindo a Constituição, os candidatos são eleitos para um mandato de quatro anos a se iniciar em 1º de janeiro de 2017. A decisão para os cargos da administração municipal, segundo o Tribunal Superior Eleitoral, contou com 115 960 eleitores aptos e 26 328 abstenções, de forma que 22.7% do eleitorado não compareceu às urnas naquele turno. 

## Resultados

### Eleição municipal de Poços de Caldas em 2016 para Prefeito
A eleição para prefeito contou com 8 candidatos em 2016: Regina Maria Cioffi Batagini do PPS, Paulo Cesar Silva do PSB, Eloisio do Carmo Lourenço do PT, Sergio Antonio Carvalho de Azevedo do PSDB, Rovilson de Assis Pimentel do PRP, Rovilson de Lima do PROS, Waldemar Antonio Lemes Filho do PMDB, Ricardo Vinicius Dantas do PSOL que obtiveram, respectivamente, 3 617, 12 383, 18 746, 37 284, 0, 0, 2 479, 1 773 votos. O Tribunal Superior Eleitoral também contabilizou 22.7% de abstenções nesse turno.
| Candidato(a)                              | Vice                             | Coligação                                                   | Votos recebidos | Percentual |
| ----------------------------------------- | -------------------------------- | ----------------------------------------------------------- | --------------- | ---------- |
| Sergio Antonio Carvalho de Azevedo (PSDB) | Flavio Henrique Faria (REDE)     | Seriedade para Poços Voltar a Crescer                       | 37284           | 48.88%     |
| Eloisio do Carmo Lourenço (PT)            | Nizar El Khatib (PT)             | Para Poços Continuar Avançando                              | 18746           | 24.57%     |
| Paulo Cesar Silva (PSB)                   | Ercules Berlini Tassinari (PTB)  | Honestidade e Trabalho                                      | 12383           | 16.23%     |
| Regina Maria Cioffi Batagini (PPS)        | Felipe Mesquita de Paula (PSD)   | De Poços para Cuidar de Poços                               | 3617            | 4.74%      |
| Waldemar Antonio Lemes Filho (PMDB)       | José Osvaldo Costa (PMDB)        | Partido do Movimento Democrático Brasileiro (sem coligação) | 2479            | 3.25%      |
| Ricardo Vinicius Dantas (PSOL)            | Lilian Evaristo Venceslau (PSOL) | Partido Socialismo e Liberdade (sem coligação)              | 1773            | 2.32%      |
| Rovilson de Assis Pimentel (PRP)          | Nilton Donizeti da Silva (PRP)   | Partido Republicano Progressista (sem coligação)            | 0               | 0%         |
| Rovilson de Lima (PROS)                   | Anisio da Silva (PROS)           | Partido Republicano da Ordem Social (sem coligação)         | 0               | 0%         |

### Eleição municipal de Poços de Caldas em 2016 para Vereador
Na decisão para o cargo de vereador na eleição municipal de 2016, foram eleitos 15 vereadores com um total de 72 615 votos válidos. O Tribunal Superior Eleitoral contabilizou 6 250 votos em branco e 10 767 votos nulos. De um total de 115 960 eleitores aptos, 26 328 (22.7%) não compareceram às urnas.
| Nome                                      | Partido político                                   | Coligação                                                   | Votos recebidos | Percentual |
| ----------------------------------------- | -------------------------------------------------- | ----------------------------------------------------------- | --------------- | ---------- |
| Wilson Rodrigues da Silva                 | Democratas (DEM)                                   | Democratas (sem coligação)                                  | 2347            | 3.23%      |
| Lucas Carvalho de Arruda                  | Rede Sustentabilidade (REDE)                       | Rede Sustentabilidade (sem coligação)                       | 2280            | 3.14%      |
| Ricardo Sabino dos Santos                 | Partido da Social Democracia Brasileira (PSDB)     | Partido da Social Democracia Brasileira (sem coligação)     | 2064            | 2.84%      |
| Alvaro Assumpçao Cagnani                  | Partido da Social Democracia Brasileira (PSDB)     | Partido da Social Democracia Brasileira (sem coligação)     | 1990            | 2.74%      |
| Gustavo Bonafe Costa                      | Partido da Social Democracia Brasileira (PSDB)     | Partido da Social Democracia Brasileira (sem coligação)     | 1823            | 2.51%      |
| Joaquim Sebastiao Alves                   | Partido do Movimento Democrático Brasileiro (PMDB) | Partido do Movimento Democrático Brasileiro (sem coligação) | 1369            | 1.89%      |
| Pedro Goncalves Magalhaes Junior          | Partido da Social Democracia Brasileira (PSDB)     | Partido da Social Democracia Brasileira (sem coligação)     | 1342            | 1.85%      |
| Maria Cecilia Figueiredo Opipari          | Partido dos Trabalhadores (PT)                     | Para Poços Continuar Avançando                              | 1291            | 1.78%      |
| Antonio Carlos Pereira                    | Democratas (DEM)                                   | Democratas (sem coligação)                                  | 1266            | 1.74%      |
| Paulo Tadeu Silva D Arcadia               | Partido dos Trabalhadores (PT)                     | Para Poços Continuar Avançando                              | 1252            | 1.72%      |
| Maria Ligia Moreira de Freitas de Podestá | Democratas (DEM)                                   | Democratas (sem coligação)                                  | 1109            | 1.53%      |
| Marcelo Heitor da Silva                   | Partido Social Cristão (PSC)                       | Partido Social Cristão (sem coligação)                      | 987             | 1.36%      |
| Paulo Eustaquio de Souza                  | Partido do Movimento Democrático Brasileiro (PMDB) | Partido do Movimento Democrático Brasileiro (sem coligação) | 968             | 1.33%      |
| Carlos Roberto de Oliveira Costa          | Partido Social Cristão (PSC)                       | Partido Social Cristão (sem coligação)                      | 920             | 1.27%      |
| Mauro Ivan de Oliveira                    | Partido Socialista Brasileiro (PSB)                | Partido Socialista Brasileiro (sem coligação)               | 631             | 0.87%      |